# Eduardo Kraichete
Eduardo Chead Kraichete (Salvador, 5 de agosto de 1913 — Niterói, 30 de agosto de 1986) foi um médico brasileiro; foi Secretário Estadual de Saúde do Rio de Janeiro entre 1958 e 1959. Também foi membro-fundador da Academia Fluminense de Medicina, em 1975. Reconhecido como um dos ícones da Medicina Fluminense.

## Biografia
Formado pela Faculdade de Medicina de Salvador, na Bahia, Eduardo Kraichette por fim acaba por se especializar em cardiologia.
A convite de seu irmão Guilherme, que era cardiologista e professor da então
Universidade do Brasil (atual Universidade Federal do Rio de Janeiro), Eduardo muda-se para a cidade do Rio de Janeiro, então capital federal do Brasil.
Com o falecimento de seu irmão Guilherme, posteriormente Eduardo Kraichette passa a residir em Niterói, cidade que era a então a capital estadual do Rio de Janeiro. É convidado pelo médico Luiz Palmier para clinicar no recém-inaugurado Hospital Público Municipal da vizinha cidade de São Gonçalo.
Em Niterói integra o grupo de médicos fundadores do primeiro hospital especializado em cardiologia da cidade, o Procordis.
Também foi cardiologista no antigo Instituto de Aposentadoria e Pensão dos Industriários (IAPI).
Durante o governamento de Togo de Barros no Estado do Rio de Janeiro, Eduardo Kraichette foi Secretário Estadual de Saúde entre 1958 a janeiro de 1959. Durante o período em que ocupou o cargo de secretário, Kraichette preocupou-se em adquirir milhares de doses de vacinas contra a poliomielite com o objetivo de conter o surto de paralisia infantil no estado.
Colaborou na construção da então Casa do Médico, atual Associação Médica Fluminense (AMF), cujo teatro posteriormente veio a receber o nome de Kraichette.
Ocupou a presidência da Associação Médica Fluminense por duas vezes , entre 1958-1959 e entre 1964-1965.
Kraichette foi um dos fundadores da Academia Fluminense de Medicina, em 1975; oportunidade na qual, em reconhecimento a Luiz Palmier, escolheu o nome dele como patrono da cadeira que passou a ocupar nesta Academia.
Eduardo Kraichette faleceu repentinamente, devido a um colapso, em Niterói em 30 de agosto de 1983, gerando comoção entre a sociedade médica e a população da cidade, em geral. Deixou viúva Liege Fontes Kraichete e quatro filhos.

## Homenagem e reconhecimento
Em 1970 recebeu da Assembléia Legislativa do Estado do Rio de Janeiro o título de Cidadão Fluminense, como retribuição pelos seus serviços prestados ao estado e a população.
Em reconhecimento por suas atividades ligadas a área médica, a Academia Fluminense de Medicina, veio a posteriormente dar o nome de Teatro Eduardo Kraichete para o local de artes e espetáculos da instituição, localizado na cidade de Niterói.
Em sua homenagem um logradouro público no bairro de Santa Rosa, na cidade de Niterói recebeu a denominação de Rua Doutor Eduardo Chead Kraichete; na administração do prefeito Waldenir Bragança.